# Syllitus tabidus
Syllitus tabidus är en skalbaggsart som beskrevs av Francis Polkinghorne Pascoe 1871. Syllitus tabidus ingår i släktet Syllitus och familjen långhorningar. Inga underarter finns listade i Catalogue of Life.